# James Worthy
James Ager Worthy, né le 27 février 1961 à Gastonia, Caroline du Nord, est joueur américain de basket-ball. Cet ailier de 2,06 m a été élu parmi les meilleurs joueurs du cinquantenaire de la NBA.

## Biographie
Surnommé Big Game James,  il était la troisième vedette des Lakers de Los Angeles derrière Kareem Abdul-Jabbar et Magic Johnson. Contrairement à ce dernier, pour qui le spectacle était nécessaire, Worthy attirait moins les projecteurs, mais était aussi un tireur décisif. Cet ailier polyvalent était néanmoins un remarquable dunker.
Il évolue au lycée Ashbrook à Gastonia, réalisant 21,5 points et 12,5 rebonds lors de sa saison senior. Il intègre alors l'université de North Carolina. Avec les Tar Heels, il remporte le championnat NCAA 1982 durant lequel il est nommé meilleur joueur du Final Four, aux côtés de Michael Jordan, auteur du tir victorieux et Sam Perkins. Il est sélectionné par les Lakers de Los Angeles au premier rang en 1982 et fut nommé dans la NBA All-Rookie Team. Sous la tunique or, il remporta les titres 1985, 1987 et 1988. Il fut élu MVP des Finales NBA 1988 et sélectionné dans la All-NBA Second Team en 1989 et 1990.
Il joua également les Finales NBA en 1983, 1984, 1989 et 1991.
Il est considéré comme l'un des meilleurs joueurs de basket-ball dos au panier.
Il a disputé 926 matchs en NBA, totalisant une moyenne de 17,6 points par match (21,1 points en play-offs) avec un taux de réussite de 52,1 %. Il a été élu au Basketball Hall of Fame en 2004. Son maillot, le numéro 42 a été retiré par les Lakers de Los Angeles après sa retraite. Il s'est reconverti comme commentateur télé. Au début de la saison 2008-2009, il devient coprésentateur de LTV, l'émission d'avant et d'après match lors des matchs des Lakers à l'extérieur sur la chaîne locale KCAL-TV à Los Angeles, et il est également consultant pour KCBS-TV à Los Angeles. Il est aussi président de "Worthy Enterprises", spécialisée dans le conseil aux entreprises.

## Anecdotes
- Worthy est apparu en Klingon dans l'épisode La Pierre de Gol - 1/2 (Gambit) de Star Trek : La Nouvelle Génération.
- Après une blessure à l'œil durant la saison 1984-1985, il porta ses caractéristiques goggles (lunettes).